# Верное средство (мультфильм)
«Верное средство» — рисованный мультфильм кинорежиссёра Юрия Прыткова, созданный на киностудии «Союзмультфильм» в 1982 году.

## Сюжет
Все медведи зимой должны спать, но у Медвежонка никак не получается заснуть: он всё отвлекается и отвлекается. Пример Барсучонка, легко засыпающего в любом месте, ему не подходит. Тётушка Куропатка советует ему считать до ста, но и это не помогает.
Тогда на помощь Медвежонку приходит лесной оркестр в составе Зайчонка, Белочки, Мышонка и Бобрёнка. Они играют ему колыбельную «Спи, моя радость, усни…», и он засыпает.

## Создатели
| автор сценария             | Владимир Капнинский                                                                         |
| кинорежиссёр               | Юрий Прытков                                                                                |
| художник-постановщик       | Татьяна Сазонова                                                                            |
| композитор                 | Евгений Птичкин                                                                             |
| кинооператор               | Светлана Кощеева                                                                            |
| звукооператор              | Борис Фильчиков                                                                             |
| художники-мультипликаторы: | Наталия Богомолова, Марина Восканьянц, Александр Панов, Виолетта Колесникова, Алексей Букин |
| роли озвучивали:           | Клара Румянова, Мария Виноградова, Тамара Дмитриева, Зинаида Нарышкина                      |
| ассистенты:                | Галина Андреева, Людмила Крутовская                                                         |
| монтажёр                   | Галина Смирнова                                                                             |
| художники:                 | Ольга Павлова, Инна Заруба, В. Максимович, Анна Атаманова                                   |
| редактор                   | Пётр Фролов                                                                                 |
| директор съёмочной группы  | Любовь Бутырина                                                                             |

В фильме использована музыка Л. Боккерини и В.-А. Моцарта

## Телепоказы
Первоначально мультфильм был показан на ЦТ СССР в 1980-е и в начале 1990-х (в том числе — в программе «Спокойной ночи, малыши»). В России мультфильм показывается на ОРТ с 1996 года, на телеканале «Культура» с 1999 года.

## Издания
- После выхода мультфильма по нему была выпущена иллюстрированная книга для малышей.
- В 1990-е годы на аудиокассетах изданием «Twic Lyrec» была выпущена аудиосказка по одноимённому мультфильму с текстом Александра Пожарова.